# Hortezuela de Océn
Hortezuela de Océn – gmina w Hiszpanii, w prowincji Guadalajara, w Kastylii-La Mancha, o powierzchni 19,89 km². W 2011 roku gmina liczyła 67 mieszkańców.